# Antoaneta Stefanova
Antoaneta Stefanova (em búlgaro:  Антоанета Стефанова) é uma Grande Mestre de Xadrez Búlgara e a 10ª Campeã Mundial Feminina de Xadrez. Ela conquistou o título após vencer um torneio eliminatório com 64 jogadoras, organizado pela FIDE em Elista, Kalmykia.

## Carreira
Sua paixão pelo xadrez começou aos 4 anos quando recebeu, junto com sua irmã mais velha Liana, as primeiras aulas de seu pai.
Em 1989, Stefanova venceu a seção feminina sub-10 no Mundial de Xadrez. 
Juvenil em Aguadilla, Porto Rico. Em 1992, estreou nas Olimpíadas de Xadrez em Manila, Filipinas. No mesmo ano, ela se tornou campeã europeia feminina sub-14 no Campeonato Europeu de Xadrez Juvenil em Rimavská Sobota . Stefanova venceu o campeonato feminino búlgaro em 1995.
Ela empatou em quarto lugar no 4º Torneio Internacional de Xadrez do Havaí em 1997, marcando 7 pontos em 10 jogos, conquistando sua primeira norma de Grande Mestre. Em janeiro de 1998, seu rating FIDE entrou no top 10 das mulheres do mundo.
Em 2000, jogou na seção aberta das Olimpíadas de Xadrez. Em 2001, empatou em primeiro lugar no Aberto de Andorra.
Em 2002 venceu o Campeonato Europeu Feminino de Xadrez realizado em Varna na Bulgária. Stefanova recebeu o título de Grande Mestre na reunião do Conselho Presidencial da FIDE em Doha em julho de 2002 como a nona mulher a atingir esse posto.  No final de julho de 2002, ela venceu o Torneio Internacional de Xadrez de Wismilak em Surabaya, Indonésia, marcando 9½/11 pontos com uma classificação de desempenho de 2750.
Ela participou do torneio Corus B (renomeado para Tata Steel) de 2004 em Wijk aan Zee, na Holanda: ela marcou 6/13 pontos com um desempenho de classificação de 2537, ficando em nono lugar entre quatorze participantes.
Stefanova se tornou a décima campeã mundial de xadrez feminino em junho de 2004 vencendo um torneio eliminatório que contou com 64 jogadoras. Em seu caminho para o título, ela venceu Tan Zhongyi no Round 1, Tatjana Petrovna Vasilevich no Round 2, Natalia Zhukova no Round 3, Nana Dzagnidze nas quartas de final, Maia Chiburdanidze na semifinal e Ekaterina Kovalevskaya na final.
Em 2008, ela ganhou a North Urals Cup em Krasnoturinsk, Rússia. e o torneio rápido individual feminino dos Jogos Mundiais de Esportes Mentais em Pequim, China.
Em 2012, Stefanova ganhou o Campeonato Mundial Feminino de Xadrez Rápido. No mesmo ano chegou na final do Mundial Feminino clássico, dessa vez sendo derrotada para para Anna Ushenina no desempate.
Em 2019, venceu o Torneio Internacional Feminino "Belt and Road"
Em 2024, venceu o torneio aberto Rhodes Summer Cup
Representou a Bulgária em 13 Olimpíadas de xadrez no total, sendo o seu melhor resultado o quinto lugar individual em 2014.